# Sapromyza sexpunctata
Sapromyza sexpunctata är en tvåvingeart som beskrevs av Johann Wilhelm Meigen 1826. Sapromyza sexpunctata ingår i släktet Sapromyza och familjen lövflugor. Arten är reproducerande i Sverige. Inga underarter finns listade i Catalogue of Life.